# Карийский язык
Карийский язык — язык карийцев, древнего народа, населявшего побережье Анатолии. Принадлежит к вымершей анатолийской ветви индоевропейских языков. Внутри этой группы был предположительно ближе к ликийскому, чем лидийскому.

## Расшифровка
Первоначально предполагалось, что карийский алфавит состоял более чем из 45 букв, из-за этого многие исследователи предполагали, что письмо частично или полностью было слоговым. Первым предложил дешифровку Арчибальд Сейс, позднее было предложено несколько десятков других дешифровок.
В 1960 году советский исследователь Виталий Шеворошкин показал, что ранние предположения о слоговом или полуслоговом характере письменности были ошибочными, установил, что ряд знаков являлись вариантами начертания одних и тех же знаков (общее число которых не превышало 35). Другой советский филолог — Юрий Откупщиков — в 1988 году предложил иную интерпретацию, связывающую карийский язык с палеобалканскими языками.
Письменность окончательно дешифровали в 1970-х годах Томас У. Ковальский, публикация которого осталась незамеченной, и независимо от него египтолог Джон Рэй. Рэй, в отличие от своих предшественников, исследовал карийско-египетские двуязычные надписи, которые до этого игнорировались. Его гипотеза была встречена с большим скепсисом, поскольку он радикально пересмотрел чтение ряда букв, внешне схожих с греческими. Однако после некоторых уточнений, которые внесли в начале 1990-х Игнасио-Хавьер Адьего и Дитер Шюрр, его прочтение было принято научным сообществом. Открытие в 1996 году в Кавне новой греко-карийской билингвы подтвердило обоснованность расшифровки Рэя-Ковальского.
В настоящее время считается точно установленным звуковое значение большинства знаков (32 из 34):
| Транслитерация    | a   | b   | β        | d    | δ    | e   | γ      | i   | j   | k   | k̂   | l          | λ          | Í          | m   | n   | ñ   | ŋ    | o   | p   | q    | r   | s   | ś   | š   | t   | τ    | u   | w   | y   | ý   | z    | 18 | 39 |
| ----------------- | --- | --- | -------- | ---- | ---- | --- | ------ | --- | --- | --- | --- | ---------- | ---------- | ---------- | --- | --- | --- | ---- | --- | --- | ---- | --- | --- | --- | --- | --- | ---- | --- | --- | --- | --- | ---- | -- | -- |
| Карийский знак    | 𐊠   | Λ,𐊩 | 𐋊        | 𐊢,<  | 𐊾    | 𐊺,𐋏 | 𐋀      | 𐊹   | 𐋅   | 𐊼,𐊽 | 𐊴,+ | 𐊣          | 𐊦          | 𐋃          | 𐊪   | 𐊵   | 𐊳   | 𐋄    | 𐊫   | 𐊷   | ʘ,𐊨  | ,𐊥  | 𐊰   | 𐊸   | 𐤧,𐤭 | 𐊭   | 𐋇    | 𐊲,V | 𐊿   | 𐊤,𐋈 | 𐊻   | 𐋂    | 𐊱  | 𐋆  |
| (редкие варианты) |     | 𐊱?  | 𐋋,𐋌, 𐋍,𐊡 |      |      | 𐊧   | 𐋁      |     | 𐤴   |     |     | 𐋎?         | 𐋏,𐋎        | 𐋉          |     |     |     |      |     |     |      |     |     |     | 𐊮,𐊯 | Ρ,𐊬 | 𐊶    |     |     | 𐋐   |     |      |    |    |
| IPA               | /a/ | /β/ | /ᵐb/     | /ð/? | /ⁿd/ | /e/ | /ᵑkʷ/? | /i/ | /j/ | /k/ | /c/ | /l~r/      | /l:~d/     | /rʲ/?      | /m/ | /n/ | /ɲ/ | /ᵑk/ | /o/ | /p/ | /kʷ/ | /r/ | /s/ | /ç/ | /ʃ/ | /t/ | /tʃ/ | /u/ | /w/ | /y/ | /ɥ/ | /ts/ | ?  | ?  |
| interchangeable?  | a←e |     |          |      |      | e→a |        | j→i | j→i |     |     | ℓ-варианты | ℓ-варианты | ℓ-варианты |     |     |     |      |     |     |      |     |     |     |     |     |      | w→u | w→u | ý→y | ý→y |      |    |    |

Корак Конук предполагал, что 𐊱 (sign '18') мог быть вариантом 𐊩 b. Если это предположение верно, оно разрешило «несколько странный» факт (Adiego, ibidem, p. 211), что в надписи из Стратоникеи буква b отсутствует, в то время как 𐊱 встречается несколько раз. Контраргументом является наличие нескольких надписей, где встречаются как 𐊱, так и 𐊩 (например, там же, p. 151: C.Ka 2, line 7). Фотографии M36 и M37 (ibidem p. 525) выглядят неубедительно.

## Описание
Две черты позволили идентифицировать карийский язык как анатолийский:
- асигматический номинатив (без индоевропейского окончания именительного падежа *-s), но -s в качестве окончания родительного падежа: úśoλ, úśoλ-s
- Схожесть основных слов с другими анатолийскими языками: ted «отец»; en «мать»

### Слова
| Греческий | Транслитерация | Перевод |
| --------- | -------------- | ------- |
| ἄλα       | ala            | конь    |
| βάνδα     | banda          | победа  |
| γέλα      | gela           | царь    |
| γίσσα     | gissa          | камень  |
| σοῦα      | soua           | могила  |

| Греческий             | Транслитерация                            | Карийский |
| --------------------- | ----------------------------------------- | --------- |
| Ἑκατόμνω «Hecatomnid» | Hekatomnō (отчество в родительном падеже) | Xtmñoś    |
| Καύνιος               | Kaunios                                   | Kbdùn     |
| Καῦνος                | Kaunos                                    | Kbid      |
| Πιγρης                | Pigrēs                                    | Pikre     |
| Πονυσσωλλος           | Ponussōllos                               | Pnuśoλ    |
| Σαρυσσωλλος           | Sarussōllos                               | Šaruśoλ   |
| Υλιατος               | Uliatos                                   | Úliat     |

| Греческий  | Транслитерация | Карийский  |
| ---------- | -------------- | ---------- |
| Λυσικλῆς   | Lysiklēs       | Lùsiklas   |
| Λυσικράτης | Lysikratēs     | Lùsikratas |
| Ἀθήναῖος   | Athēnaios      | Otonosn    |

### Афинская билингва
| Греческий                          | Перевод                               |
| ---------------------------------- | ------------------------------------- |
| Σῆμα τόδε: Τυρί Καρὸς τὸ Σκύλ[ακος | Это могила Тура карийца, сына Скилака |

Первая строка повторена по-карийски:
Śías: san Tur[
San является эквивалентом τόδε и доказывает наличие присущей анатолийским языкам ассибиляции, параллельной лувийскому za- («это»). Если śías и не является тем же самым, что soua, они должны иметь приблизительно одинаковое значение.

## История языка
Ахейские греки, прибывавшие в конце бронзового века на берега Анатолии, застали там население, которое не говорило по-гречески и было вовлечено в политические отношения с Хеттской империей. После падения последней регион стал целью иммиграции ионических и дорийских греков, которые расширили и усилили существовавшие там греческие поселения.
Греческие писатели отмечали, что народ, среди которого они селились, назывался карийцами и говорил на «варварском» или «звучавшим по-варварски» языке. Однако неясно, что конкретно подразумевали под этим греки.
Названия карийских городов (Andanus, Myndus, Bybassia, Larymna, Chysaoris, Alabanda, Plarasa и Iassus) не были понятны грекам, поэтому некоторые авторы пытались найти этимологию в словах, которые, по их мнению, были карийскими. В большинстве своем эти слова нерасшифрованы, и без дополнительных доказательств древнегреческие сведения не могут быть признаны достоверными. В частности, первые карийские надписи (в том числе билингвальные) начали появляться только в VII веке до н. э. — спустя несколько сот лет после периода основания городов. Язык карийцев к этому времени мог сильно измениться.
Карийский язык тесно связан с ликийским. Ранее оба языка рассматривались как вероятные потомки лувийского языка, который был распространён в позднем бронзовом веке, главным образом в западной Анатолии. Ареал лувийского языка тянулся как в западном направлении, достигая окрестностей Смирны и Милета, вниз по долинам Меандра и реки Кайстер (Цестр), так и (в меньшей степени) к югу — в Карию и Ликию. В настоящее время ликийский и карийский рассматриваются как относящиеся к той же ветви анатолийских языков, что и лувийский, но не обязательно его прямые потомки.
Исчезновение лувийского языка по времени совпадает с появлением дочерних языков. Вероятно, лувийский угас в результате эволюции, а не эллинизации. Предполагаемые карийские названия городов могут быть ближе к лувийским или происходить из языка лелегов.
Отнесение карийского языка к той же ветви анатолийских языков, что и лувийский, исключило ряд прежних гипотез, в частности, о его возможной связи с языком этрусков. Появление карийских надписей во многих частях античного мира объясняется путешествиями карийцев (они были, вероятно, спутниками ионийцев), а также их использованием в качестве наемников (в частности, египетскими фараонами). Карийское кладбище в Делосе, вероятно, принадлежит упоминающимся в классических текстах пиратам.
Проникновение всё большего числа греков и периодическое попадание Карии в сферу влияния Ионийской лиги в конечном счете привело к эллинизации карийцев. Временное пребывание под властью Персидской империи, видимо, только отложило процесс вымирания — правящая знать уже в IV в. до н. э. перешла на греческий язык, ставший по сути языком межплеменного общения в прибрежных государствах Малой Азии. Карийский язык окончательно исчез в первом веке до н. э. или в начале новой эры — сначала в прибрежных районах, а потом и в глубине Карии.